# I liga argentyńska w piłce nożnej (1979)
W sezonie 1979 rozegrano dwa turnieje mistrzowskie – stołeczny Campeonato Metropolitano i ogólnokrajowy Campeonato Nacional.
Mistrzem Argentyny Metropolitano w sezonie 1979 został River Plate, a wicemistrzem Argentyny Metropolitano został klub CA Vélez Sarsfield.
Mistrzem Argentyny Nacional w sezonie 1979 został klub River Plate, natomiast wicemistrzem Argentyny Nacional – Unión Santa Fe.
Do Copa Libertadores 1980 zakwalifikowały się dwa kluby:
- River Plate (mistrz Campeonato Metropolitano i mistrz Campeonato Nacional)
- CA Vélez Sarsfield (wicemistrz Campeonato Metropolitano – po pokonaniu wicemistrza Campeonato Nacional Unión Santa Fe)

## Campeonato Metropolitano 1979
Mistrzem Argentyny Metropolitano w sezonie 1979 został klub River Plate, natomiast wicemistrzem Argentyny Metropolitano – CA Vélez Sarsfield. Do drugiej ligi spadły trzy najgorsze kluby w spadkowym turnieju barażowym (Torneo por el Descenso de Primera Categoría) – Gimnasia y Esgrima La Plata, Chacarita Juniors i Atlanta Buenos Aires. Na ich miejsce awansowały 2 kluby: CA Tigre i Talleres Córdoba. W ten sposób pierwsza liga została zmniejszona z 20 do 19 klubów.

### Kolejka 1
Grupa A
| Data         | Mecz |
| ------------ | --- |
| 4 marca 1979 | Unión Santa Fe – Argentinos Juniors 1:1 Héctor Pitarch - Humberto Minutti                                                           |
| 5 marca 1979 | CA Vélez Sarsfield – Racing Club de Avellaneda 1:1 Omar Da Fonseca - Carlos A. López                                                |
| 5 marca 1979 | Gimnasia y Esgrima La Plata – CA Platense 2:1 Higinio Restelli, Dougall Montagnoli - Oscar Gilé                                     |
| 5 marca 1979 | CA Argentino de Quilmes – Newell’s Old Boys 0:0 mecz rozegrany został na stadionie klubu CA Banfield                                |
| 5 marca 1979 | River Plate – CA Huracán 5:2 Pedro González (2), Juan José López, Oscar Ortiz, Leopoldo Luque - Rubén Romano, Jorge A. Sanabria (k) |

Grupa B
| Data         | Mecz |
| ------------ | --- |
| 5 marca 1979 | San Lorenzo de Almagro – Boca Juniors 0:1 Ernesto Mastrángelo |
| 5 marca 1979 | Independiente – Ferro Carril Oeste 1:3 Ricardo Bochini - Fernando Donaires, Rubén A. Rojas, José Rodrigues Neto mecz rozegrany został na stadionie klubu Racing Club de Avellaneda |
| 5 marca 1979 | Atlanta Buenos Aires – Estudiantes La Plata 1:1 Horacio Pizzurica - Sergio Fortunato                                                                                               |
| 5 marca 1979 | CA All Boys – CA Colón 1:3 Mario B. Luna - José A. Luñiz (2), Alberto A. Monzón mecz rozegrany został na stadionie klubu CA Huracán                                                |
| 5 marca 1979 | Rosario Central – Chacarita Juniors 6:0 Guillermo Trama (3), Eduardo Giuliano, Rubén A. Díaz, José L. Gaitán                                                                       |

### Kolejka 2
Grupa A
| Data          | Mecz |
| ------------- | --- |
| 11 marca 1979 | River Plate – CA Vélez Sarsfield 3:2 Juan R. Carrasco, Pedro González, Leopoldo Luque - Omar P. Roldán, Pedro Larraquy (k)                     |
| 11 marca 1979 | Argentinos Juniors – Racing Club de Avellaneda 1:5 Diego Maradona (k) - Eduardo Moulia, Manuel E. Vázquez (2), Fernando Rodríguez, Juan Barbas |
| 11 marca 1979 | CA Platense – Unión Santa Fe 1:0 Raúl Grimoldi według RSSSF mecz rozegrany został na stadionie klubu Atlanta Buenos Aires                      |
| 11 marca 1979 | CA Huracán – CA Argentino de Quilmes 1:2 Rubén Romano - Oscar Más, Horacio Milozzi (k)                                                         |
| 11 marca 1979 | Newell’s Old Boys – Gimnasia y Esgrima La Plata 1:0 Rolando Barrera                                                                            |

Grupa B
| Data          | Mecz |
| ------------- | --- |
| 11 marca 1979 | Ferro Carril Oeste – Boca Juniors 2:1 Rubén A. Rojas, Gerónimo Saccardi - Miguel A. Bordón                                            |
| 11 marca 1979 | Independiente – CA All Boys 1:2 Norberto Outes - Mario B. Luna (2) mecz rozegrany został na stadionie klubu Racing Club de Avellaneda |
| 11 marca 1979 | Estudiantes La Plata – Rosario Central 0:2 Jorge A. García, José L. Gaitán                                                            |
| 11 marca 1979 | CA Colón – Atlanta Buenos Aires 0:0                                                                                                   |
| 11 marca 1979 | Chacarita Juniors – San Lorenzo de Almagro 0:5 Claudio Marangoni, Narciso Doval (2, 1k), Miguel A. Torres (2, 1k)                     |

### Kolejka 3
Grupa A
| Data          | Mecz |
| ------------- | --- |
| 17 marca 1979 | CA Argentino de Quilmes – River Plate 2:2 Daniel Godoy, Oscar Más - Juan J. López (2) mecz rozegrany został na stadionie klubu CA Vélez Sarsfield |
| 18 marca 1979 | Racing Club de Avellaneda – CA Platense 2:0 Gabriel H. Calderón, Ricardo O. Alonso                                                                |
| 18 marca 1979 | CA Vélez Sarsfield – Argentinos Juniors 1:3 Jorge R. Salas - Diego Maradona (2), Rafel D. Moreno                                                  |
| 18 marca 1979 | Gimnasia y Esgrima La Plata – CA Huracán 1:1 Carlos Seppaquercia - Carlos Babington (k)                                                           |
| 18 marca 1979 | Unión Santa Fe – Newell’s Old Boys 1:0 Arsenio Ribecca                                                                                            |

Grupa B
| Data          | Mecz                                                                                          |
| ------------- | --------------------------------------------------------------------------------------------- |
| 17 marca 1979 | Atlanta Buenos Aires – Independiente 1:2 Carlos A. Filipetto - Norberto Outes (2)             |
| 18 marca 1979 | Boca Juniors – Chacarita Juniors 3:0 Miguel A. Bordón, Armando Capurro, Sergio A. Robles      |
| 18 marca 1979 | Rosario Central – CA Colón 3:1 Guillermo Trama, Félix Orte, José L. Gaitán - Edgardo Di Meola |
| 18 marca 1979 | San Lorenzo de Almagro – Estudiantes La Plata 0:0                                             |
| 18 marca 1979 | CA All Boys – Ferro Carril Oeste 0:0                                                          |

### Kolejka 4
Grupa A
| Data          | Mecz |
| ------------- | --- |
| 25 marca 1979 | River Plate – Gimnasia y Esgrima La Plata 1:0 Ramón A. Díaz                                                                                     |
| 25 marca 1979 | CA Platense – Argentinos Juniors 1:2 José L. Petti - Rubén Favret, Diego Maradona mecz rozegrany został na stadionie klubu Atlanta Buenos Aires |
| 25 marca 1979 | CA Huracán – Unión Santa Fe 2:1 Dante A. Sanabria, Carlos Babington - Arsenio Ribecca                                                           |
| 25 marca 1979 | Newell’s Old Boys – Racing Club de Avellaneda 3:1 Héctor Yazalde (2, 1k), Santiago Santamaría - Julio J. Olarticoechea                          |
| 25 marca 1979 | CA Argentino de Quilmes – CA Vélez Sarsfield 0:0                                                                                                |

Grupa B
| Data          | Mecz |
| ------------- | --- |
| 25 marca 1979 | Estudiantes La Plata – Boca Juniors 6:4 Hugo Gottardi, Patricio Hernández (2), Sergio Fortunato (3) - Carlos Salguero, Sergio A. Robles (2), Miguel A. Bordón |
| 25 marca 1979 | Independiente – Rosario Central 1:2 Alejandro Barberón - Jorge A. García, Rubén A. Díaz                                                                       |
| 25 marca 1979 | CA Colón – San Lorenzo de Almagro 3:0 Alberto A. Monzón (2), Osvaldo Mazo                                                                                     |
| 25 marca 1979 | Ferro Carril Oeste – Chacarita Juniors 1:0 Julio Apariente |
| 25 marca 1979 | CA All Boys – Atlanta Buenos Aires 4:1 Jorge O. Pereyra (3), Rodolfo A. Juárez - Horacio Pizzurica (k)                                                        |

### Kolejka 5
Grupa A
| Data            | Mecz |
| --------------- | --- |
| 1 kwietnia 1979 | Unión Santa Fe – River Plate 2:0 Mario Alberto, Eduardo Stehlik                                              |
| 1 kwietnia 1979 | Gimnasia y Esgrima La Plata – CA Argentino de Quilmes 1:2 Carlos Seppaquercia - Oscar Más (k), Luis Graneros |
| 1 kwietnia 1979 | CA Vélez Sarsfield – CA Platense 3:1 Pedro Larraquy, Omar P. Roldán, Sergio O. Luna - Pedro Mastromauro      |
| 1 kwietnia 1979 | Argentinos Juniors – Newell’s Old Boys 1:0 Diego Maradona                                                    |
| 1 kwietnia 1979 | Racing Club de Avellaneda – CA Huracán 1:1 Roberto O. Díaz - Dante A. Sanabria                               |

Grupa B
| Data            | Mecz |
| --------------- | --- |
| 1 kwietnia 1979 | Rosario Central – CA All Boys 4:1 José D. Van Tuyne, José L. Gaitán, Félix Orte, Rubén A. Díaz - Rodolfo A. Juárez              |
| 1 kwietnia 1979 | San Lorenzo de Almagro – Independiente 2:2 Miguel A. Converti (syn), Claudio Marangoni (k) - Norberto Outes, Alejandro Barberón |
| 1 kwietnia 1979 | Atlanta Buenos Aires – Ferro Carril Oeste 1:2 Rodolfo Vilanova s - Rubén A. Rojas, Julio Apariente                              |
| 1 kwietnia 1979 | Chacarita Juniors – Estudiantes La Plata 1:2 Roberto Passucci - Sergio Fortunato, Miguel A. Russo                               |
| 1 kwietnia 1979 | Boca Juniors – CA Colón 2:0 Miguel A. Bordón, José A. Palacios                                                                  |

### Kolejka 6
Grupa A
| Data            | Mecz |
| --------------- | --- |
| 8 kwietnia 1979 | River Plate – Racing Club de Avellaneda 2:2 Ramón A. Díaz (2) - Manuel E. Vázquez, Roberto O. Díaz                     |
| 8 kwietnia 1979 | Gimnasia y Esgrima La Plata – CA Vélez Sarsfield 1:2 Carlos Sepaqquercia (k) - Julio C. Jiménez, Jorge C. Pellegrini s |
| 8 kwietnia 1979 | CA Argentino de Quilmes – Unión Santa Fe 1:1 Luis Andreuchi (k) - Miguel A. Giachello                                  |
| 8 kwietnia 1979 | CA Huracán – Argentinos Juniors 1:3 Carlos Babington (k) - Raúl M. Bianchi, Carlos A. Carrizo, Hugo Saggioratto        |
| 8 kwietnia 1979 | Newell’s Old Boys – CA Platense 5:1 Roque Alfaro (3), Héctor Yazalde, Jorge I. Cortéz - Juan E. Simón s                |

Grupa B
| Data            | Mecz |
| --------------- | --- |
| 8 kwietnia 1979 | Independiente – Boca Juniors 1:0 Norberto Outes                                                                       |
| 8 kwietnia 1979 | Ferro Carril Oeste – Estudiantes La Plata 2:2 Jorge Brandoni, Julio Apariente (k) - Patricio Hernández, Hugo Gottardi |
| 8 kwietnia 1979 | CA Colón – Chacarita Juniors 3:1 José A. Luñiz (2), Mario Cariaga - Luis A. Ugarte                                    |
| 8 kwietnia 1979 | CA All Boys – San Lorenzo de Almagro 2:2 Norberto D’Angelo (k), Omar J. Alí - Hugo Coscia, Miguel A. Converti (syn)   |
| 8 kwietnia 1979 | Atlanta Buenos Aires – Rosario Central 0:0                                                                            |

### Kolejka 7
Grupa A
| Data             | Mecz |
| ---------------- | --- |
| 15 kwietnia 1979 | Argentinos Juniors – River Plate 3:1 Diego Maradona (2), Hugo Saggioratto - Daniel Passarella mecz rozegrany został na stadionie klubu Ferro Carril Oeste                       |
| 15 kwietnia 1979 | CA Vélez Sarsfield – Newell’s Old Boys 3:5 Pedro Larraquy (3) - Héctor Yazalde (3), Santiago Santamaría, Enzo Bulleri                                                           |
| 15 kwietnia 1979 | CA Platense – CA Huracán 3:4 Miguel Ángel Juárez (3) - Dante A. Sanabria, Jorge A. Sanabria (2), Carlos Babington mecz rozegrany został na stadionie klubu Atlanta Buenos Aires |
| 15 kwietnia 1979 | Racing Club de Avellaneda – CA Argentino de Quilmes 3:1 Ricardo O. Alonso, Roque Avallay, Gabriel H. Calderón - Horacio Milozzi                                                 |
| 15 kwietnia 1979 | Unión Santa Fe – Gimnasia y Esgrima La Plata 1:0 Héctor Pitarch |

Grupa B
| Data             | Mecz |
| ---------------- | --- |
| 15 kwietnia 1979 | Boca Juniors – CA All Boys 2:0 Osvaldo Potente, Hugo Perotti                                                                         |
| 15 kwietnia 1979 | Chacarita Juniors – Independiente 2:1 Luis A. Ugarte, Oscar H. Benítez - Norberto Outes                                              |
| 15 kwietnia 1979 | San Lorenzo de Almagro – Atlanta Buenos Aires 2:1 Mario A. Rizzi (2) - Hugo Abdala                                                   |
| 15 kwietnia 1979 | Rosario Central – Ferro Carril Oeste 2:0 Félix Orte, Miguel A. Manzi                                                                 |
| 15 kwietnia 1979 | Estudiantes La Plata – CA Colón 5:3 Hugo Gottardi (2), Patricio Hernández (2), Sergio Fortunato - Daniel Aricó, Edgardo Di Meola (2) |

### Kolejka 8
Grupa A
| Data             | Mecz                                                                                            |
| ---------------- | ----------------------------------------------------------------------------------------------- |
| 22 kwietnia 1979 | Gimnasia y Esgrima La Plata – Racing Club de Avellaneda 1:0 Juan M. Tutino                      |
| 22 kwietnia 1979 | Unión Santa Fe – CA Vélez Sarsfield 1:0 Fernando H. Alí                                         |
| 22 kwietnia 1979 | CA Argentino de Quilmes – Argentinos Juniors 3:0 Luis Andreuchi, Héctor Milano, Daniel A. Godoy |
| 22 kwietnia 1979 | River Plate – CA Platense 0:0                                                                   |
| 22 kwietnia 1979 | CA Huracán – Newell’s Old Boys 0:1 Santiago Santamaría                                          |

Grupa B
| Data             | Mecz |
| ---------------- | --- |
| 22 kwietnia 1979 | Independiente – Estudiantes La Plata 5:3 Enzo Trossero (k), Salvador Giaigischia (2), Omar Larrosa, Alejandro Barberón - Sergio Fortinato (2), Jorge Ghiso |
| 22 kwietnia 1979 | Ferro Carril Oeste – CA Colón 1:1 Rodolfo Vilanoba - José A. Luñiz                                                                                         |
| 22 kwietnia 1979 | Atlanta Buenos Aires – Boca Juniors 2:3 Omar Atondo (k), Carlos A. Carrió - Ernesto Mastrángelo (2), Juan R. Rocha                                         |
| 22 kwietnia 1979 | CA All Boys – Chacarita Juniors 2:1 Jorge O. Pereyra, Omar J. Alí - Luis A. Ugarte (k)                                                                     |
| 22 kwietnia 1979 | Rosario Central – San Lorenzo de Almagro 1:1 Félix Orte - Víctor Mancinelli                                                                                |

### Kolejka 9
Grupa A
| Data             | Mecz |
| ---------------- | --- |
| 29 kwietnia 1979 | CA Vélez Sarsfield – CA Huracán 2:0 José A. Castro, Pedro Larraquy (k)                                                    |
| 29 kwietnia 1979 | Newell’s Old Boys – River Plate 0:1 Juan J. López                                                                         |
| 29 kwietnia 1979 | CA Platense – CA Argentino de Quilmes 0:1 Miguel A. Filardo mecz rozegrany został na stadionie klubu Atlanta Buenos Aires |
| 29 kwietnia 1979 | Argentinos Juniors – Gimnasia y Esgrima La Plata 3:0 Rafael D. Moreno, Carlos A. Carrizo (2)                              |
| 29 kwietnia 1979 | Racing Club de Avellaneda – Unión Santa Fe 2:2 Carlos A. López (2) - Víctor H. Arroyo, Alcides Merlo                      |

Grupa B
| Data             | Mecz |
| ---------------- | --- |
| 29 kwietnia 1979 | Boca Juniors – Rosario Central 1:1 Hugo Perotti - Héctor Chazarreta                                            |
| 29 kwietnia 1979 | San Lorenzo de Almagro – Ferro Carril Oeste 1:1 Miguel A. Torres - Juan D. Rocchia (k)                         |
| 29 kwietnia 1979 | Chacarita Juniors – Atlanta Buenos Aires 0:0                                                                   |
| 29 kwietnia 1979 | Estudiantes La Plata – CA All Boys 1:0 Jorge Coudannes                                                         |
| 29 kwietnia 1979 | CA Colón – Independiente 2:3 Daniel Aricó, Osvaldo Mazo (k) - Antonio Alzamendi, Enzo Trossero, Norberto Outes |

### Kolejka 10
Grupa A
| Data        | Mecz |
| ----------- | --- |
| 2 maja 1979 | Argentinos Juniors – Unión Santa Fe 3:3 Rafael D. Moreno, Rubén Favret, Carlos A. Carrizo (k) - Fernando H. Alí, Héctor Pitarch, Arsenio Ribecca mecz rozegrany został na stadionie klubu San Lorenzo de Almagro |
| 2 maja 1979 | Newell’s Old Boys – CA Argentino de Quilmes 0:0 |
| 2 maja 1979 | CA Platense – Gimnasia y Esgrima La Plata 1:2 Miguel Ángel Juárez - Jorge Forgués, Dougall Montagnoli mecz rozegrany został na stadionie klubu Atlanta Buenos Aires                                              |
| 2 maja 1979 | Racing Club de Avellaneda – CA Vélez Sarsfield 0:1 José A. Castro |
| 2 maja 1979 | CA Huracán – River Plate 0:0 |

Grupa B
| Data        | Mecz |
| ----------- | --- |
| 2 maja 1979 | CA Colón – CA All Boys 0:0 |
| 2 maja 1979 | Chacarita Juniors – Rosario Central 1:2 Eduardo E. Delgado - Héctor Chazarreta, Guillermo Trama                                                                             |
| 2 maja 1979 | Ferro Carril Oeste – Independiente 0:4 Antonio Alzamendi, Pedro R. Magallanes, Alejandro Barberón, Omar Larrosa mecz rozegrany został na stadionie klubu CA Vélez Sarsfield |
| 2 maja 1979 | Estudiantes La Plata – Atlanta Buenos Aires 1:0 Jorge Coudannes |
| 2 maja 1979 | Boca Juniors – San Lorenzo de Almagro 3:2 Osvaldo Potente, Ernesto Mastrángelo (2) - Claudio Marangoni (k), Aristídes Rodríguez                                             |

### Kolejka 11
Grupa A
| Data        | Mecz |
| ----------- | --- |
| 6 maja 1979 | CA Vélez Sarsfield – River Plate 1:2 Pedro Larraquy - Norberto Alonso, Juan J. López                                            |
| 6 maja 1979 | CA Argentino de Quilmes – CA Huracán 0:1 René Houseman                                                                          |
| 6 maja 1979 | Gimnasia y Esgrima La Plata – Newell’s Old Boys 0:1 Héctor Yazalde                                                              |
| 6 maja 1979 | Racing Club de Avellaneda – Argentinos Juniors 3:1 Ricardo Pellerano s, Gabriel H. Calderón, Roberto O. Díaz - Hugo Saggioratto |
| 6 maja 1979 | Unión Santa Fe – CA Platense 1:2 Héctor Pitarch - Miguel Ángel Juárez, Claudio Viscovich                                        |

Grupa B
| Data        | Mecz |
| ----------- | --- |
| 6 maja 1979 | Atlanta Buenos Aires – CA Colón 1:1 Rodolfo Raffaelli - Hugo Villarruel                                               |
| 6 maja 1979 | San Lorenzo de Almagro – Chacarita Juniors 3:1 Narciso Doval, Hugo Coscia, Claudio Marangoni (k) - Eduardo E. Delgado |
| 6 maja 1979 | Rosario Central – Estudiantes La Plata 3:1 José L. Gaitán, Rubén A. Díaz, Miguel A. Manzi - Sergio Fortunato          |
| 6 maja 1979 | CA All Boys – Independiente 0:2 Antonio Alzamendi (2)                                                                 |
| 6 maja 1979 | Boca Juniors – Ferro Carril Oeste 4:0 Vicente Pernía (k), Carlos Salguero, Ernesto Mastrángelo (2)                    |

### Kolejka 12
Grupa A
| Data         | Mecz |
| ------------ | --- |
| 13 maja 1979 | CA Platense – Racing Club de Avellaneda 1:3 Claudio Viscovich - Juan Barbas (2), Roberto O. Díaz mecz rozegrany został na stadionie klubu Atlanta Buenos Aires |
| 13 maja 1979 | Argentinos Juniors – CA Vélez Sarsfield 1:2 Diego Maradona (k) - Omar P. Roldán, Carlos Ischia                                                                 |
| 13 maja 1979 | CA Huracán – Gimnasia y Esgrima La Plata 2:1 René Houseman, Rubén Romano - Juan M. Tutino                                                                      |
| 13 maja 1979 | Newell’s Old Boys – Unión Santa Fe 3:1 Daniel Killer, Roque Alfaro, Santiago Santamaría - Víctor H. Arroyo                                                     |
| 13 maja 1979 | River Plate – CA Argentino de Quilmes 3:0 Daniel Passarella (2, 1k), Norberto Alonso                                                                           |

Grupa B
| Data         | Mecz                                                                                  |
| ------------ | ------------------------------------------------------------------------------------- |
| 13 maja 1979 | Chacarita Juniors – Boca Juniors 0:0                                                  |
| 13 maja 1979 | Independiente – Atlanta Buenos Aires 1:0 Norberto Outes                               |
| 13 maja 1979 | CA Colón – Rosario Central 1:0 Edgardo Di Meola                                       |
| 13 maja 1979 | Estudiantes La Plata – San Lorenzo de Almagro 3:0 Sergio Fortunato (3)                |
| 13 maja 1979 | Ferro Carril Oeste – CA All Boys 2:1 Julio Apariente (k), Jorge Garello - Omar J. Alí |

### Kolejka 13
Grupa A
| Data            | Mecz |
| --------------- | --- |
| 10 czerwca 1979 | Gimnasia y Esgrima La Plata – River Plate 0:3 Leopoldo Luque, Juan J. López, Eduardo Saporiti                                                                                            |
| 10 czerwca 1979 | Argentinos Juniors – CA Platense 5:1 Carlos A. Carrizo, Diego Maradona (2), Hugo Saggioratto, Rubén Favret - Juan C. Aguirre mecz rozegrany został na stadionie klubu Ferro Carril Oeste |
| 10 czerwca 1979 | Racing Club de Avellaneda – Newell’s Old Boys 1:0 Roberto O. Díaz |
| 10 czerwca 1979 | CA Vélez Sarsfield – CA Argentino de Quilmes 1:0 Carlos Ischia |
| 10 czerwca 1979 | Unión Santa Fe – CA Huracán 1:1 Eduardo R. Sánchez - René Houseman |

Grupa B
| Data            | Mecz |
| --------------- | --- |
| 10 czerwca 1979 | Boca Juniors – Estudiantes La Plata 2:2 Hugo Gottardi, Sergio Fortunato - Ernesto Mastrángelo (2)                          |
| 10 czerwca 1979 | Rosario Central – Independiente 4:2 Eduardo A. Bacas, Rubén A. Díaz, Guillermo Trama (2) - Ricardo Bochini, Omar Larrosa   |
| 10 czerwca 1979 | Chacarita Juniors – Ferro Carril Oeste 4:2 Sebastián Astudillo (2), Oscar H. Benítez (2) - Rubén A. Rojas, Juan D. Rocchia |
| 10 czerwca 1979 | Atlanta Buenos Aires – CA All Boys 1:1 Hugo Abdala - Rodolfo A. Juárez                                                     |
| 10 czerwca 1979 | San Lorenzo de Almagro – CA Colón 1:1 Mario A. Rizzi - Edgardo Di Meola                                                    |

### Kolejka 14
Grupa A
| Data            | Mecz |
| --------------- | --- |
| 17 czerwca 1979 | River Plate – Unión Santa Fe 0:0 |
| 17 czerwca 1979 | CA Huracán – Racing Club de Avellaneda 1:0 Carlos Babington                                                                                   |
| 17 czerwca 1979 | Newell’s Old Boys – Argentinos Juniors 1:1 Roque Alfaro - Diego Maradona                                                                      |
| 17 czerwca 1979 | CA Argentino de Quilmes – Gimnasia y Esgrima La Plata 1:0 Luis Andreuchi                                                                      |
| 17 czerwca 1979 | CA Platense – CA Vélez Sarsfield 0:3 Félix Nieto, Omar R. Jorge, Pedro Larraquy mecz rozegrany został na stadionie klubu Atlanta Buenos Aires |

Grupa B
| Data            | Mecz |
| --------------- | --- |
| 17 czerwca 1979 | CA Colón – Boca Juniors 1:0 Daniel Aricó                                                                                 |
| 17 czerwca 1979 | CA All Boys – Rosario Central 2:1 Osvaldo Scigliano, Jorge O. Pereyra - Eduardo A. Bacas                                 |
| 17 czerwca 1979 | Estudiantes La Plata – Chacarita Juniors 3:1 Hugo Gottardi, Carlos Landaburo (2) - Sebastián Astudillo                   |
| 17 czerwca 1979 | Ferro Carril Oeste – Atlanta Buenos Aires 3:0 Juan M. Sotelo, Julio Apariente, Juan D. Rocchia                           |
| 17 czerwca 1979 | Independiente – San Lorenzo de Almagro 3:2 Pedro R. Magallanes (2), Norberto Outes - Miguel A. Torres, Enzo Trossero (k) |

### Kolejka 15
Grupa A
| Data            | Mecz |
| --------------- | --- |
| 23 czerwca 1979 | CA Vélez Sarsfield – Gimnasia y Esgrima La Plata 2:1 Pedro Larraquy (2) - Jorge C. Pellegrini                                                            |
| 23 czerwca 1979 | Unión Santa Fe – CA Argentino de Quilmes 3:1 Víctor Bottaniz (k), Eduardo Stehlik, Fernando H. Alí - Miguel A. Filardo                                   |
| 23 czerwca 1979 | Argentinos Juniors – CA Huracán 3:2 Diego Maradona (3) - Dante A. Sanabria, Carlos Babington mecz rozegrany został na stadionie klubu Ferro Carril Oeste |
| 23 czerwca 1979 | CA Platense – Newell’s Old Boys 0:0 mecz rozegrany został na stadionie klubu Atlanta Buenos Aires                                                        |
| 23 czerwca 1979 | Racing Club de Avellaneda – River Plate 3:1 Carlos A. López, Roberto O. Díaz, Gabriel H. Calderón - Norberto Alonso                                      |

Grupa B
| Data            | Mecz |
| --------------- | --- |
| 23 czerwca 1979 | Estudiantes La Plata – Ferro Carril Oeste 0:0                                                                 |
| 23 czerwca 1979 | Chacarita Juniors – CA Colón 2:2 Ángel A. Gizzi, Oscar H. Benítez - José A. Luñiz, Juan P. Pereyra            |
| 23 czerwca 1979 | San Lorenzo de Almagro – CA All Boys 4:0 Claudio Marangoni (k), Miguel A. Torres, Hugo Coscia, Alfredo Letanú |
| 23 czerwca 1979 | Rosario Central – Atlanta Buenos Aires 1:0 Rubén A. Pérez                                                     |
| 23 czerwca 1979 | Boca Juniors – Independiente 0:0                                                                              |

### Kolejka 16
Grupa A
| Data         | Mecz |
| ------------ | --- |
| 1 lipca 1979 | River Plate – Argentinos Juniors 1:0 Juan R. Carrasco                                                                                         |
| 1 lipca 1979 | CA Argentino de Quilmes – Racing Club de Avellaneda 2:3 Jorge Gáspari, Luis Andreuchi (k) - Oscar A. García (k), Néstor Barú, Carlos A. López |
| 1 lipca 1979 | CA Huracán – CA Platense 3:1 Juan C. Silva, Carlos Babington (2, 2k) - Américo Pesoa                                                          |
| 1 lipca 1979 | Gimnasia y Esgrima La Plata – Unión Santa Fe 1:3 Alberto Villarreal - Héctor Pitarch (2), Fernando H. Alí                                     |
| 1 lipca 1979 | Newell’s Old Boys – CA Vélez Sarsfield 1:1 Roque Alfaro (k) - Julio C. Jiménez                                                                |

Grupa B
| Data         | Mecz |
| ------------ | --- |
| 1 lipca 1979 | Ferro Carril Oeste – Rosario Central 3:3 Jorge Brandoni, Rubén A. Rojas (2) - Juan D. Rocchia s, Guillermo Trama, José L. Gaitán |
| 1 lipca 1979 | CA Colón – Estudiantes La Plata 0:0                                                                                              |
| 1 lipca 1979 | Atlanta Buenos Aires – San Lorenzo de Almagro 1:1 Alfredo M. Torres - Miguel A. Torres                                           |
| 1 lipca 1979 | Independiente – Chacarita Juniors 2:1 Enzo Trossero, Pedro R. Magallanes - Rubén Giordano                                        |
| 1 lipca 1979 | CA All Boys – Boca Juniors 1:0 José R. Iglesias według RSSSF mecz rozegrany został na stadionie klubu CA Vélez Sarsfield         |

### Kolejka 17
Grupa A
| Data         | Mecz |
| ------------ | --- |
| 8 lipca 1979 | CA Vélez Sarsfield – Unión Santa Fe 1:0 Omar R. Jorge                                                                                         |
| 8 lipca 1979 | Racing Club de Avellaneda – Gimnasia y Esgrima La Plata 0:0                                                                                   |
| 8 lipca 1979 | Argentinos Juniors – CA Argentino de Quilmes 1:0 Carlos A. Carrizo                                                                            |
| 8 lipca 1979 | Newell’s Old Boys – CA Huracán 5:1 Roque Alfaro (2, 1k), Santiago Santamaría (2), Víctor R. Ramos - René Houseman                             |
| 8 lipca 1979 | CA Platense – River Plate 1:2 Américo Pesoa - Juan R. Carrasco, Norberto Alonso mecz rozegrany został na stadionie klubu Atlanta Buenos Aires |

Grupa B
| Data         | Mecz |
| ------------ | --- |
| 8 lipca 1979 | Boca Juniors – Atlanta Buenos Aires 0:0                                                                           |
| 8 lipca 1979 | CA Colón – Ferro Carril Oeste 2:1 Ricardo Fertonani, José A. Luñiz - Juan D. Rocchia (k)                          |
| 8 lipca 1979 | Estudiantes La Plata – Independiente 1:3 Jorge Coudannes - Alejandro Barberón, Ricardo Bochini, Antonio Alzamendi |
| 8 lipca 1979 | Chacarita Juniors – CA All Boys 0:0                                                                               |
| 8 lipca 1979 | San Lorenzo de Almagro – Rosario Central 1:1 Miguel A. Converti (syn) - Guillermo Trama                           |

### Kolejka 18
Grupa A
| Data          | Mecz |
| ------------- | --- |
| 15 lipca 1979 | River Plate – Newell’s Old Boys 1:1 Juan J. López - Enzo Bulleri                                                                  |
| 15 lipca 1979 | Racing Club de Avellaneda – Unión Santa Fe 1:1 Fernando Rodríguez - Eduardo Stehlik                                               |
| 15 lipca 1979 | CA Argentino de Quilmes – CA Platense 7:0 Abel Moralejo, Miguel Arturo Juárez s, Héctor Milano, Luis Andreuchi (3), Luis Graneros |
| 15 lipca 1979 | Gimnasia y Esgrima La Plata – Argentinos Juniors 0:2 Oscar B. Pérez s, Hugo Saggioratto                                           |
| 15 lipca 1979 | CA Huracán – CA Vélez Sarsfield 0:1 Carlos Ischia                                                                                 |

Grupa B
| Data          | Mecz                                                                                  |
| ------------- | ------------------------------------------------------------------------------------- |
| 15 lipca 1979 | Independiente – CA Colón 2:0 Antonio Alzamendi, Mariano Biondi                        |
| 15 lipca 1979 | Ferro Carril Oeste – San Lorenzo de Almagro 1:1 Rubén Rota - Miguel A. Torres         |
| 15 lipca 1979 | CA All Boys – Estudiantes La Plata 0:3 Hugo Gottardi, José L. Brown, Sergio Fortunato |
| 15 lipca 1979 | Rosario Central – Boca Juniors 1:1 Rubén A. Pérez - Luis A. Scatolaro                 |
| 15 lipca 1979 | Atlanta Buenos Aires – Chacarita Juniors 0:0                                          |

### Tabele
| Poz | Klub                        | Mecze | Zw | Rem | Por | Pkt | BrZd | BrStr |
| --- | --------------------------- | ----- | -- | --- | --- | --- | ---- | ----- |
| 1   | River Plate                 | 18    | 9  | 6   | 3   | 24  | 28   | 19    |
| 2   | Argentinos Juniors          | 18    | 10 | 3   | 5   | 23  | 34   | 26    |
| 3   | CA Vélez Sarsfield          | 18    | 10 | 3   | 5   | 23  | 27   | 20    |
| 4   | Newell’s Old Boys           | 18    | 8  | 6   | 4   | 22  | 27   | 14    |
| 5   | Racing Club de Avellaneda   | 18    | 8  | 6   | 4   | 22  | 31   | 20    |
| 6   | Unión Santa Fe              | 18    | 6  | 7   | 5   | 19  | 23   | 20    |
| 7   | CA Argentino de Quilmes     | 18    | 6  | 5   | 7   | 17  | 23   | 20    |
| 8   | CA Huracán                  | 18    | 6  | 4   | 8   | 16  | 24   | 31    |
| 9   | Gimnasia y Esgrima La Plata | 18    | 3  | 2   | 13  | 8   | 11   | 28    |
| 10  | CA Platense                 | 18    | 2  | 2   | 14  | 6   | 15   | 45    |
| *   | Legenda                     |       |    |     |     |     |      |       |
| *   | półfinał                    |       |    |     |     |     |      |       |
| *   | baraże spadkowe             |       |    |     |     |     |      |       |

Z powodu jednakowej liczby punktów rozegrano baraż o awans do półfinału
| Data          | Mecz |
| ------------- | --- |
| 22 lipca 1979 | CA Vélez Sarsfield – Argentinos Juniors 4:0 Carlos Ischia, Armando I. Quinteros, Julio C. Jiménez, Omar P. Roldán mecz rozegrany został na stadionie klubu Ferro Carril Oeste |

| Poz | Klub                   | Mecze | Zw | Rem | Por | Pkt | BrZd | BrStr |
| --- | ---------------------- | ----- | -- | --- | --- | --- | ---- | ----- |
| 1   | Rosario Central        | 18    | 10 | 6   | 2   | 26  | 37   | 17    |
| 2   | Independiente          | 18    | 11 | 2   | 5   | 24  | 36   | 25    |
| 3   | Estudiantes La Plata   | 18    | 8  | 6   | 4   | 22  | 34   | 27    |
| 4   | Boca Juniors           | 18    | 7  | 6   | 5   | 20  | 27   | 19    |
| 5   | CA Colón               | 18    | 6  | 7   | 5   | 19  | 24   | 23    |
| 6   | Ferro Carril Oeste     | 18    | 6  | 7   | 5   | 19  | 24   | 28    |
| 7   | San Lorenzo de Almagro | 18    | 4  | 9   | 5   | 17  | 28   | 25    |
| 8   | CA All Boys            | 18    | 5  | 5   | 8   | 15  | 17   | 28    |
| 9   | Atlanta Buenos Aires   | 18    | 0  | 9   | 9   | 9   | 10   | 23    |
| 10  | Chacarita Juniors      | 18    | 2  | 5   | 11  | 9   | 15   | 37    |
| *   | Legenda                |       |    |     |     |     |      |       |
| *   | półfinał               |       |    |     |     |     |      |       |
| *   | baraże spadkowe        |       |    |     |     |     |      |       |

### 1/2 finału
| Data            | Mecz |
| --------------- | --- |
| 29 lipca 1979   | River Plate – Independiente 4:3 Daniel Passarella k, Norberto Alonso (2), Emilio N. Commisso - Norberto Outes k, Antonio Alzamendi (2) |
| 29 lipca 1979   | Rosario Central – CA Vélez Sarsfield 0:1 Julio C. Jiménez                                                                              |
| 5 sierpnia 1979 | Independiente – River Plate 1:2 Antonio Alzamendi - Norberto Alonso, Daniel Passarella Awans: River Plate                              |
| 5 sierpnia 1979 | CA Vélez Sarsfield – Rosario Central 0:0 Awans: CA Vélez Sarsfield                                                                     |

### Finał
| Data             | Mecz |
| ---------------- | --- |
| 12 sierpnia 1979 | CA Vélez Sarsfield – River Plate 0:2 Rubén Galletti, Pedro A. González |
| 19 sierpnia 1979 | River Plate – CA Vélez Sarsfield 5:1 Sędzia: Teodoro Pascual Nitti. Bramki: 1:0 Alonso 13, 2:0 Commisso 41, 3:0 Luque 55, 4:0 González 57, 4:1 Jorge 87, 5:1 González 89 Club Atlético River Plate: Ubaldo Matildo Fillol – José Luis Pavoni, Héctor Osvaldo López (30 Horacio Enrique Rodríguez) – Eduardo Omar Saporiti, Reinaldo Carlos Merlo, Daniel Alberto Passarella – Pedro Alexis González, Juan José López, Leopoldo Jacinto Luque, Norberto Osvaldo Alonso (k), Emilio Nicolás Commisso. Rezerwowi: Luis Alberto Landaburu, Alfredo de los Santos, Juan Ramón Carrasco, Rubén Horacio Galletti. Trener: Ángel Amadeo Labruna. Club Atlético Vélez Sarsfield: Julio César Falcioni – Orlando Luis Ruiz, Anastasio Malaquín – Jorge José González, Pedro Omar Larraquy (k), Omar Roberto Jorge – Jorge Rodolfo Salas, Armando Ignacio Quinteros (46 Omar Pedro Roldán), Carlos Luis Ischia, Norberto Claudio Rotondi (57 Gabriel Benjamín Savini), Julio César Jiménez. Rezerwowi: Gustavo Miguel Ángel Antoún, Omar Rubén Mehmed, Jorge Daniel Escandón. Trenerzy: Antonio Cielinski, Juan Carlos Montaño, Alfredo Bermúdez. |

Mistrz Campeonato Metropolitano 1979 River Plate zapewnił sobie udział w Copa Libertadores 1980.

### Klasyfikacja strzelców bramek Metropolitano 1979
| Gole | Piłkarz          | Klub                 |
| ---- | ---------------- | -------------------- |
| 14   | Sergio Fortunato | Estudiantes La Plata |
| 14   | Diego Maradona   | Argentinos Juniors   |
| 10   | Pedro Larraquy   | CA Vélez Sarsfield   |
| 9    | Carlos Babington | CA Huracán           |
| 9    | Mastrángelo      | Boca Juniors         |
| 9    | Norberto Outes   | Independiente        |
| 9    | Guillermo Trama  | Rosario Central      |

### Torneo por el Descenso de Primera Categoría
Turniej barażowy o utrzymanie się w lidze – tylko zwycięzca nie spadł do drugiej ligi.
| Data             | Mecz                                                   |
| ---------------- | ------------------------------------------------------ |
| 22 lipca 1979    | Chacarita Juniors – Atlanta Buenos Aires 2:0           |
| 22 lipca 1979    | CA Platense – Gimnasia y Esgrima La Plata 0:0          |
| 29 lipca 1979    | Atlanta Buenos Aires – CA Platense 1:2                 |
| 29 lipca 1979    | Gimnasia y Esgrima La Plata – Chacarita Juniors 3:2    |
| 5 sierpnia 1979  | Gimnasia y Esgrima La Plata – Atlanta Buenos Aires 1:0 |
| 5 sierpnia 1979  | CA Platense – Chacarita Juniors 2:1                    |
| 12 sierpnia 1979 | Atlanta Buenos Aires – Chacarita Juniors 0:3           |
| 12 sierpnia 1979 | Gimnasia y Esgrima La Plata – CA Platense 0:2          |
| 19 sierpnia 1979 | Chacarita Juniors – Gimnasia y Esgrima La Plata 1:2    |
| 19 sierpnia 1979 | CA Platense – Atlanta Buenos Aires 1:0                 |
| 26 sierpnia 1979 | Atlanta Buenos Aires – Gimnasia y Esgrima La Plata 3:1 |
| 26 sierpnia 1979 | Chacarita Juniors – CA Platense 1:2                    |

| Poz | Klub                        | Mecze | Zw | Rem | Por | Pkt | BrZd | BrStr |
| --- | --------------------------- | ----- | -- | --- | --- | --- | ---- | ----- |
| 1   | CA Platense                 | 6     | 5  | 1   | 0   | 11  | 9    | 3     |
| 2   | Gimnasia y Esgrima La Plata | 6     | 3  | 1   | 2   | 7   | 7    | 8     |
| 3   | Chacarita Juniors           | 6     | 2  | 0   | 4   | 4   | 10   | 9     |
| 4   | Atlanta Buenos Aires        | 6     | 1  | 0   | 5   | 2   | 4    | 10    |

## Campeonato Nacional 1979
W Campeonato Nacional wzięło udział 28 klubów – 16 klubów biorących udział w mistrzostwach Metropolitano oraz 12 klubów z prowincji. Prowincjonalna dwunastka została wyłoniona podczas rozgrywek klasyfikacyjnych klubów które wygrały swoje ligi prowincjonalne w roku 1978. W sezonie 1979 w mistrzostwach Nacional wzięły udział następujące kluby z regionu stołecznego (Metropolitano): CA All Boys, Argentinos Juniors, Boca Juniors, CA Colón, Estudiantes La Plata, Ferro Carril Oeste, CA Huracán, Independiente, Newell’s Old Boys, CA Argentino de Quilmes, Racing Club de Avellaneda,
River Plate, Rosario Central, San Lorenzo de Almagro, Unión Santa Fe, CA Vélez Sarsfield
Do pierwszej ligi mistrzostw Nacional w sezonie 1979 zakwalifikowały się następujące kluby z prowincji:
Alianza Juventud Pringles San Luis, Altos Hornos Zapla Palpalá, Atlético Ledesma Pueblo Ledesma, Atlético Tucumán, Chaco For Ever Resistencia, Cipolletti, Gimnasia y Tiro Salta, Independiente Rivadavia Mendoza, Instituto Córdoba, Kimberley Mar del Plata, San Martín Tucumán, Talleres Córdoba
W fazie grupowej 28 uczestników podzielono na 4 grupy po 7 klubów. Ponieważ liczba klubów w każdej grupie była nieparzysta, więc zawsze któryś z klubów musiałby pauzować. By tego uniknąć, w każdej z kolejek "wolne kluby" z grup A, B, C i D grały ze sobą według schematu: "wolny klub" z grupy A z "wolnym klubem" z grupy C oraz "wolny klub" z grupy B z "wolnym klubem" z grupy D.

### Kolejka 1
Grupa A
| Data            | Mecz |
| --------------- | --- |
| 2 września 1979 | Atlético Ledesma Pueblo Ledesma – CA Vélez Sarsfield 0:0                                                                  |
| 2 września 1979 | Alianza Juventud Pringles San Luis – San Martín Tucumán 0:0 mecz rozegrany został na stadionie klubu Estudiantes San Luis |
| 2 września 1979 | Ferro Carril Oeste – Unión Santa Fe 0:1 Juan G. Paz                                                                       |

Grupa B
| Data            | Mecz |
| --------------- | --- |
| 2 września 1979 | Talleres Córdoba – Kimberley Mar del Plata 1:0 Rafael T. E. Pavón                                              |
| 2 września 1979 | Gimnasia y Tiro Salta – CA Huracán 2:2 Víctor H. Zacharski, Antonio Armata - Roque Avallay, Miguel A. Brindisi |
| 2 września 1979 | River Plate – Newell’s Old Boys 3:0 Norberto Alonso, Leopoldo Luque (2)                                        |

Grupa C
| Data            | Mecz |
| --------------- | --- |
| 2 września 1979 | Atlético Tucumán – Independiente Rivadavia Mendoza 2:0 Víctor H. Palomba, Néstor A. Gómez                                        |
| 2 września 1979 | CA Colón – CA All Boys 0:1 Norberto D’Angelo                                                                                     |
| 2 września 1979 | Argentinos Juniors – Altos Hornos Zapla Palpalá 0:1 José C. Costas mecz rozegrany został na stadionie klubu Atlanta Buenos Aires |

Grupa D
| Data            | Mecz |
| --------------- | --- |
| 2 września 1979 | San Lorenzo de Almagro – Chaco For Ever Resistencia 6:1 Hugo Coscia, Claudio Marangoni (2), Mario Rizzi (2), Roberto R. Franco s - Humberto H. Baigorria |
| 2 września 1979 | Rosario Central – Boca Juniors 0:1 Carlos Randazzo |
| 2 września 1979 | Cipolletti – Instituto Córdoba 0:0 |

Mecze międzygrupowe A-C, B-D
| Data            | Mecz |
| --------------- | --- |
| 2 września 1979 | Estudiantes La Plata – CA Argentino de Quilmes 2:1 Sergio Fortunato (2, 1k) - Luis Andreuchi                             |
| 2 września 1979 | Racing Club de Avellaneda – Independiente 2:3 Pablo Cárdenas, Fernando Rodríguez - Norberto Outes (2), Antonio Alzamendi |

### Kolejka 2
Grupa A
| Data            | Mecz |
| --------------- | --- |
| 9 września 1979 | CA Vélez Sarsfield – Ferro Carril Oeste 3:1 Carlos Ischia, Osvaldo Damiano (2) - Juan C. Molina                             |
| 9 września 1979 | San Martín Tucumán – Atlético Ledesma Pueblo Ledesma 1:0 Néstor Bernabeu                                                    |
| 9 września 1979 | Unión Santa Fe – Independiente 4:2 Eduardo Stehlik, Fernando H. Alí (2), Héctor Pitarch - Antonio Alzamendi, Norberto Outes |

Grupa B
| Data            | Mecz |
| --------------- | --- |
| 9 września 1979 | CA Huracán – CA Argentino de Quilmes 2:1 Carlos Babington (2, 1k) - Luis Graneros                                                                |
| 9 września 1979 | Newell’s Old Boys – Gimnasia y Tiro Salta 5:1 Omar H. Gómez, Enzo Bulleri, José L. Petti (2), Héctor Yazalde - Víctor H. Zacharski               |
| 9 września 1979 | Kimberley Mar del Plata – River Plate 2:1 Norberto Eresuma, Oscar Agonil - Leopoldo Luque mecz rozegrany został na stadionie Estadio Mundialista |

Grupa C
| Data            | Mecz                                                                                    |
| --------------- | --------------------------------------------------------------------------------------- |
| 9 września 1979 | CA All Boys – Argentinos Juniors 0:0                                                    |
| 9 września 1979 | Racing Club de Avellaneda – CA Colón 1:1 Oscar A. García (k) - Jorge Casaccio           |
| 9 września 1979 | Altos Hornos Zapla Palpalá – Atlético Tucumán 1:1 Víctor H. Palomba s - Néstor A. Gómez |

Grupa D
| Data            | Mecz                                                                |
| --------------- | ------------------------------------------------------------------- |
| 9 września 1979 | Boca Juniors – Cipolletti 2:1 Carlos Randazzo (2) - Rubén A. Flores |
| 9 września 1979 | Chaco For Ever Resistencia – Rosario Central 0:0                    |
| 9 września 1979 | Estudiantes La Plata – San Lorenzo de Almagro 0:1 Héctor Ártico s   |

Mecze międzygrupowe A-C, B-D
| Data            | Mecz |
| --------------- | --- |
| 9 września 1979 | Alianza Juventud Pringles San Luis – Independiente Rivadavia Mendoza 1:0 Antonio L. Mazza mecz rozegrany został na stadionie klubu Estudiantes San Luis |
| 9 września 1979 | Talleres Córdoba – Instituto Córdoba 3:1 Ángel Bocanelli, José D. Valencia (2) - Alberto Beltrán mecz rozegrany został na stadionie Estadio Córdoba     |

### Kolejka 3
Grupa A
| Data             | Mecz |
| ---------------- | --- |
| 16 września 1979 | Atlético Ledesma Pueblo Ledesma – Alianza Juventud Pringles San Luis 1:2 Victorio Larrosa - Ricardo Logiácono, José R. Fernández |
| 16 września 1979 | Ferro Carril Oeste – San Martín Tucumán 2:2 Julio Apariente, Héctor Arregui - Ramón A. Ibarra, Eusebio J. Roldán                 |
| 16 września 1979 | Independiente – CA Vélez Sarsfield 0:1 Armando I. Quinteros                                                                      |

Grupa B
| Data             | Mecz |
| ---------------- | --- |
| 16 września 1979 | River Plate – Talleres Córdoba 1:1 Norberto Alonso (k) - Ángel Bocanelli                                                      |
| 16 września 1979 | CA Argentino de Quilmes – Newell’s Old Boys 3:2 Horacio Milozzi (2, 2k), Luis Graneros - Víctor R. Ramos, Roberto Aguerópolis |
| 16 września 1979 | Gimnasia y Tiro Salta – Kimberley Mar del Plata 1:1 Antonio Armata - Ricardo Albisbeascoechea                                 |

Grupa C
| Data             | Mecz |
| ---------------- | --- |
| 16 września 1979 | Argentinos Juniors – Racing Club de Avellaneda 1:1 Rubén Aráoz s - Hugo Zavagno mecz rozegrany został na stadionie klubu Atlanta Buenos Aires |
| 16 września 1979 | Atlético Tucumán – CA All Boys 1:1 Adolfo Mecca - Mario A. Bianchini                                                                          |
| 16 września 1979 | Independiente Rivadavia Mendoza – Altos Hornos Zapla Palpalá 2:2 Enrique A. Figueroa, Miguel González - Oscar B. Aguayo, Edgardo Paruzzo      |

Grupa D
| Data             | Mecz                                                                            |
| ---------------- | ------------------------------------------------------------------------------- |
| 16 września 1979 | Rosario Central – Estudiantes La Plata 2:1 Eduardo A. Bacas (2) - Hugo Gottardi |
| 16 września 1979 | Instituto Córdoba – Boca Juniors 1:0 Miguel E. Rodríguez                        |
| 16 września 1979 | Cipolletti – Chaco For Ever Resistencia 0:1 Luis M. Machuca                     |

Mecze międzygrupowe A-C, B-D
| Data             | Mecz                                                                                        |
| ---------------- | ------------------------------------------------------------------------------------------- |
| 16 września 1979 | CA Colón – Unión Santa Fe 1:1 Hugo Villarruel - Mario E. Alberto                            |
| 16 września 1979 | San Lorenzo de Almagro – CA Huracán 1:2 Víctor Marchetti - Roque Avallay, Dante A. Sanabria |

### Kolejka 4
Grupa A
| Data             | Mecz |
| ---------------- | --- |
| 23 września 1979 | Alianza Juventud Pringles San Luis – Ferro Carril Oeste 2:1 Osvaldo J. Barrera, Orlando Genolet - Julio Apariente mecz rozegrany został na stadionie klubu Estudiantes San Luis |
| 23 września 1979 | CA Vélez Sarsfield – Unión Santa Fe 3:1 Carlos Ischia, Osvaldo Damiano (2) - Juan G. Paz                                                                                        |
| 23 września 1979 | San Martín Tucumán – Independiente 0:0 |

Grupa B
| Data             | Mecz |
| ---------------- | --- |
| 23 września 1979 | Talleres Córdoba – Gimnasia y Tiro Salta 6:3 Ángel Bocanelli (2), Carlos A. Guerini (k), Luis A. Ludueña (2), Humberto R. Bravo - Luis A. Rivero (2), Julio C. Bulacio mecz rozegrany został na stadionie Estadio Córdoba |
| 23 września 1979 | Newell’s Old Boys – CA Huracán 3:5 Héctor Yazalde, Omar H. Gómez (2) - Jorge A. Sanabria (3), Carlos Babington, Juan C. Silva                                                                                             |
| 23 września 1979 | Kimberley Mar del Plata – CA Argentino de Quilmes 1:0 Roberto Corró mecz rozegrany został na stadionie Estadio Mar del Plata                                                                                              |

Grupa C
| Data             | Mecz |
| ---------------- | --- |
| 23 września 1979 | CA All Boys – Independiente Rivadavia Mendoza 1:0 Juan C. Chaile                                                           |
| 23 września 1979 | CA Colón – Argentinos Juniors 1:1 Hugo Villarruel - Diego A. Maradona                                                      |
| 23 września 1979 | Racing Club de Avellaneda – Atlético Tucumán 2:2 Gabriel H. Calderón, Carlos A. López - Víctor H. Palomba, Néstor A. Gómez |

Grupa D
| Data             | Mecz |
| ---------------- | --- |
| 23 września 1979 | Estudiantes La Plata – Cipolletti 7:0 Miguel A. Russo, Hugo Gottardi (3), Jorge Coudannes, Patricio Hernández, Sergio Fortunato |
| 23 września 1979 | San Lorenzo de Almagro – Rosario Central 3:0 Narciso Doval, Claudio Marangoni, Hugo Coscia                                      |
| 23 września 1979 | Chaco For Ever Resistencia – Instituto Córdoba 0:2 Miguel E. Rodríguez (2)                                                      |

Mecze międzygrupowe A-C, B-D
| Data             | Mecz |
| ---------------- | --- |
| 23 września 1979 | Atlético Ledesma Pueblo Ledesma – Altos Hornos Zapla Palpalá 1:2 Oscar Rubiola - José C. Costas, Carlos A. García |
| 23 września 1979 | River Plate – Boca Juniors 1:1 Daniel Passarella k - Carlos Randazzo                                              |

### Kolejka 5
Grupa A
| Data             | Mecz |
| ---------------- | --- |
| 30 września 1979 | Ferro Carril Oeste – Atlético Ledesma Pueblo Ledesma 3:2 Rubén Rota (2), Juan D. Rocchia - Rito R. Fernández, Víctor H. Sosa |
| 30 września 1979 | Independiente – Alianza Juventud Pringles San Luis 2:1 Omar R. Larrosa, Antonio Alzamendi - Orlando Genolet                  |
| 30 września 1979 | Unión Santa Fe – San Martín Tucumán 1:2 Víctor H. Arroyo - Raúl Chaparro, Eusebio J. Roldán                                  |

Grupa B
| Data             | Mecz                                                                                                 |
| ---------------- | --- |
| 30 września 1979 | CA Huracán – Kimberley Mar del Plata 2:2 Jorge A. Sanabria, Dante A. Sanabria - Norberto Eresuma (2) |
| 30 września 1979 | CA Argentino de Quilmes – Talleres Córdoba 0:0                                                       |
| 30 września 1979 | Gimnasia y Tiro Salta – River Plate 0:3 Leopoldo Luque (2), Ramón A. Díaz                            |

Grupa C
| Data             | Mecz                                                                                                 |
| ---------------- | --- |
| 30 września 1979 | Independiente Rivadavia Mendoza – Racing Club de Avellaneda 0:0                                      |
| 30 września 1979 | Altos Hornos Zapla Palpalá – CA All Boys 0:0                                                         |
| 30 września 1979 | Atlético Tucumán – CA Colón 3:1 Néstor A. Gómez, Víctor H. Palomba, Héctor N. Gómez - Jorge Casaccio |

Grupa D
| Data             | Mecz |
| ---------------- | --- |
| 30 września 1979 | Boca Juniors – Chaco For Ever Resistencia 3:1 César Lorea, Carlos Randazzo, Oscar Curbetti s - Juan C. Outeriño |
| 30 września 1979 | Cipolletti – San Lorenzo de Almagro 1:1 Daniel Sancisi - Hugo Coscia                                            |
| 30 września 1979 | Instituto Córdoba – Estudiantes La Plata 3:0 Alberto Beltrán, Salvador Mastrosimone (2)                         |

Mecze międzygrupowe A-C, B-D
| Data             | Mecz                                                                                                 |
| ---------------- | --- |
| 30 września 1979 | Argentinos Juniors – CA Vélez Sarsfield 0:0 mecz rozegrany został na stadionie klubu Atlanta         |
| 30 września 1979 | Rosario Central – Newell’s Old Boys 2:2 Félix Orte, Guillermo Trama - Víctor R. Ramos, José L. Petti |

### Kolejka 6
Grupa A
| Data                | Mecz |
| ------------------- | --- |
| 7 października 1979 | San Martín Tucumán – CA Vélez Sarsfield 1:3 Ramón A. Ibarra - Carlos Ischia, Pedro Larraquy (k), José A. Castro                         |
| 7 października 1979 | Atlético Ledesma Pueblo Ledesma – Independiente 0:3 Carlos A. Álvarez (2), Pedro R. Magallanes                                          |
| 7 października 1979 | Alianza Juventud Pringles San Luis – Unión Santa Fe 0:1 Carlos A. Mazzoni mecz rozegrany został na stadionie klubu Estudiantes San Luis |

Grupa B
| Data                | Mecz |
| ------------------- | --- |
| 7 października 1979 | Talleres Córdoba – CA Huracán 4:2 Alberto C. Tarantini, Humberto R. Bravo (2), Ángel Bocanelli - Miguel A. Brindisi (2) mecz rozegrany został na stadionie Estadio Córdoba |
| 7 października 1979 | River Plate – CA Argentino de Quilmes 3:1 Juan J. López, Ramón A. Díaz (2) - Héctor O. López s                                                                             |
| 7 października 1979 | Kimberley Mar del Plata – Newell’s Old Boys 1:3 Norberto Eresuma - Héctor Yazalde, Roque Alfaro mecz rozegrany został na stadionie Estadio Mar del Plata                   |

Grupa C
| Data                | Mecz |
| ------------------- | --- |
| 7 października 1979 | Argentinos Juniors – Atlético Tucumán 0:2 Néstor A. Gómez, Héctor N. Gómez                                           |
| 7 października 1979 | CA Colón – Independiente Rivadavia Mendoza 2:1 Jorge Casaccio (2) - Carlos A. Carrió                                 |
| 7 października 1979 | Racing Club de Avellaneda – Altos Hornos Zapla Palpalá 2:1 Gabriel H. Calderón, Oscar A. García (k) - Carlos M. Sosa |

Grupa D
| Data                | Mecz |
| ------------------- | --- |
| 7 października 1979 | Estudiantes La Plata – Boca Juniors 1:2 Patricio Hernández - Hugo Perotti, Carlos Randazzo                                |
| 7 października 1979 | San Lorenzo de Almagro – Instituto Córdoba 1:1 Claudio Marangoni (k) - José R. Scalise                                    |
| 7 października 1979 | Rosario Central – Cipolletti 4:2 Eduardo A. Bacas, Félix Orte, Ricardo Próstamo s, Eduardo Giuliano - Carlos A. Vidal (2) |

Mecze międzygrupowe A-C, B-D
| Data                | Mecz                                                                     |
| ------------------- | ------------------------------------------------------------------------ |
| 7 października 1979 | Ferro Carril Oeste – CA All Boys 1:1 Julio Apariente - Rodolfo A. Juárez |
| 7 października 1979 | Gimnasia y Tiro Salta – Chaco For Ever Resistencia 0:0                   |

### Kolejka 7
Grupa A
| Data                 | Mecz |
| -------------------- | --- |
| 14 października 1979 | CA Vélez Sarsfield – Alianza Juventud Pringles San Luis 3:2 Pedro Larraquy (k), Carlos Ischia (2) - Osvaldo J. Barrera (2) |
| 14 października 1979 | Unión Santa Fe – Atlético Ledesma Pueblo Ledesma 3:0 Eduardo Stehlik, Héctor Pitarch (2, 2k)                               |
| 14 października 1979 | Independiente – Ferro Carril Oeste 0:2 Rubén A. Rojas, Jorge Brandoni                                                      |

Grupa B
| Data                 | Mecz                                                                         |
| -------------------- | ---------------------------------------------------------------------------- |
| 14 października 1979 | CA Huracán – River Plate 0:1 Ramón A. Díaz                                   |
| 14 października 1979 | Newell’s Old Boys – Talleres Córdoba 1:1 Víctor R. Ramos - Carlos A. Guerini |
| 14 października 1979 | CA Argentino de Quilmes – Gimnasia y Tiro Salta 0:1 Luis A. Rivero           |

Grupa C
| Data                 | Mecz |
| -------------------- | --- |
| 14 października 1979 | Independiente Rivadavia Mendoza – Argentinos Juniors 2:1 Jorge A. Funes, Enrique A. Figueroa - Diego Maradona                |
| 14 października 1979 | Altos Hornos Zapla Palpalá – CA Colón 0:1 Ángel Leroyer                                                                      |
| 14 października 1979 | CA All Boys – Racing Club de Avellaneda 1:3 Rodolfo A. Juárez (k) - Roberto O. Díaz, Eduardo Montecello, Gabriel H. Calderón |

Grupa D
| Data                 | Mecz                                                                |
| -------------------- | ------------------------------------------------------------------- |
| 14 października 1979 | Instituto Córdoba – Rosario Central 0:0                             |
| 14 października 1979 | Boca Juniors – San Lorenzo de Almagro 0:0                           |
| 14 października 1979 | Chaco For Ever Resistencia – Estudiantes La Plata 0:1 Hugo Gottardi |

Mecze międzygrupowe A-C, B-D
| Data                 | Mecz                                                                                              |
| -------------------- | ------------------------------------------------------------------------------------------------- |
| 14 października 1979 | Cipolletti – Kimberley Mar del Plata 2:1 Carlos A. Vidal, Héctor A. Bastía - Roberto J. Corró     |
| 14 października 1979 | San Martín Tucumán – Atlético Tucumán 2:1 Benito E. Valencia, Néstor Bernabeu - Jesús R. Medina k |

### Kolejka 8
Grupa A
| Data                 | Mecz |
| -------------------- | --- |
| 21 października 1979 | San Martín Tucumán – Alianza Juventud Pringles San Luis 1:1 Benito E. Valencia - Oscar Paiva                   |
| 21 października 1979 | CA Vélez Sarsfield – Atlético Ledesma Pueblo Ledesma 5:0 José L. Lanao (2), Carlos Ischia (2), Osvaldo Damiano |
| 21 października 1979 | Unión Santa Fe – Ferro Carril Oeste 0:0                                                                        |

Grupa B
| Data                 | Mecz |
| -------------------- | --- |
| 21 października 1979 | Newell’s Old Boys – River Plate 1:0 Américo R. Gallego |
| 21 października 1979 | Kimberley Mar del Plata – Talleres Córdoba 1:3 Roberto Acosta - Humberto R. Bravo (2), Carlos A. Guerini mecz rozegrany został na stadionie Estadio Mundialista |
| 21 października 1979 | CA Huracán – Gimnasia y Tiro Salta 3:0 Jorge A. Sanabria (3, 1k)                                                                                                |

Grupa C
| Data                 | Mecz |
| -------------------- | --- |
| 21 października 1979 | Altos Hornos Zapla Palpalá – Argentinos Juniors 1:2 José C. Costas - Diego Maradona (k), Ricardo Giusti |
| 21 października 1979 | CA All Boys – CA Colón 1:3 Julio C. Romero (k) - Ricardo A. Roldán, Jorge Casaccio, Mario Cariaga       |
| 21 października 1979 | Independiente Rivadavia Mendoza – Atlético Tucumán 1:0 José N. Carrizo                                  |

Grupa D
| Data                 | Mecz                                                                        |
| -------------------- | --------------------------------------------------------------------------- |
| 21 października 1979 | Chaco For Ever Resistencia – San Lorenzo de Almagro 1:0 Luis M. Machuca     |
| 21 października 1979 | Boca Juniors – Rosario Central 1:1 Sergio A. Robles - Guillermo Trama       |
| 21 października 1979 | Instituto Córdoba – Cipolletti 3:0 Miguel Olmedo, Salvador Mastrosimone (2) |

Mecze międzygrupowe A-C, B-D
| Data                 | Mecz |
| -------------------- | --- |
| 21 października 1979 | Independiente – Racing Club de Avellaneda 0:1 mecz przerwany w 40 minucie – dokończony 22 listopada 1979 |
| 21 października 1979 | CA Argentino de Quilmes – Estudiantes La Plata 4:2 Miguel A. Batalla, Luis Andreuchi (2), Abel Moralejo - Hugo Gottardi, Sergio Fortunato                                                                                                  |
| 22 listopada 1979    | Independiente – Racing Club de Avellaneda 2:3 Omar Larrosa, Alejandro Barberón - Gabriel H. Calderón, Ricardo O. Alonso, Miguel A. Giachello dokończenie pozostałych 50 minut meczu z 21 października 1979 na stadionie klubu Boca Juniors |

### Kolejka 9
Grupa A
| Data                 | Mecz |
| -------------------- | --- |
| 28 października 1979 | Ferro Carril Oeste – CA Vélez Sarsfield 1:1 Héctor Arregui - Armando I. Quinteros                                      |
| 28 października 1979 | Atlético Ledesma Pueblo Ledesma – San Martín Tucumán 1:3 Rito R. Fernández (k) - Benito E. Valencia, Raúl Chaparro (2) |
| 28 października 1979 | Independiente – Unión Santa Fe 1:0 Ricardo Bochini mecz rozegrany został na stadionie klubu Racing Club de Avellaneda  |

Grupa B
| Data                 | Mecz |
| -------------------- | --- |
| 28 października 1979 | CA Argentino de Quilmes – CA Huracán 1:1 Abel Moralejo - Roque Avallay                                                                                  |
| 28 października 1979 | Gimnasia y Tiro Salta – Newell’s Old Boys 0:2 Enzo Bulleri, José L. Petti                                                                               |
| 28 października 1979 | River Plate – Kimberley Mar del Plata 5:2 Leopoldo Luque, Daniel Passarella (2, 2k), Norberto Alonso, Rubén Galletti - Norberto Eresuma, Miguel Benítez |

Grupa C
| Data                 | Mecz |
| -------------------- | --- |
| 28 października 1979 | Argentinos Juniors – CA All Boys 2:0 Rubén Favret, Diego Maradona (k) |
| 28 października 1979 | CA Colón – Racing Club de Avellaneda 2:0 Jorge Casaccio (2) |
| 28 października 1979 | Atlético Tucumán – Altos Hornos Zapla Palpalá 3:1 Néstor A. Gómez, Juan F. Castro, Alberto D. Romero - Norberto H. Díaz (k) mecz rozegrany został na stadionie klubu San Martín Tucumán |

Grupa D
| Data                 | Mecz |
| -------------------- | --- |
| 28 października 1979 | Cipolletti – Boca Juniors 1:1 Carlos A. Vidal - Sergio A. Robles                                                    |
| 28 października 1979 | San Lorenzo de Almagro – Estudiantes La Plata 2:0 Hugo Coscia (k), Víctor Marchetti                                 |
| 28 października 1979 | Rosario Central – Chaco For Ever Resistencia 4:1 Guillermo Trama (2), Félix Orte, Eduardo A. Bacas - Carlos Saucedo |

Mecze międzygrupowe A-C, B-D
| Data                 | Mecz |
| -------------------- | --- |
| 28 października 1979 | Independiente Rivadavia Mendoza – Alianza Juventud Pringles San Luis 1:1 Miguel O. González - Horacio T. Rosales k                           |
| 28 października 1979 | Instituto Córdoba – Talleres Córdoba 4:2 Miguel A. Olmedo, Miguel A. Oviedo s, Enrique Veloso, Salvador Mastrosimone - Humberto R. Bravo (2) |

### Kolejka 10
Grupa A
| Data             | Mecz |
| ---------------- | --- |
| 4 listopada 1979 | San Martín Tucumán – Ferro Carril Oeste 1:1 Eusebio J. Roldán - Julio Apariente                                                                                             |
| 4 listopada 1979 | Alianza Juventud Pringles San Luis – Atlético Ledesma Pueblo Ledesma 1:1 Antonio L. Mazza - Rito R. Fernández mecz rozegrany został na stadionie klubu Estudiantes San Luis |
| 4 listopada 1979 | CA Vélez Sarsfield – Independiente 3:1 Omar R. Jorge, Osvaldo Damiano, Carlos Ischia - Rodolfo Zimmermann                                                                   |

Grupa B
| Data             | Mecz |
| ---------------- | --- |
| 4 listopada 1979 | Kimberley Mar del Plata – Gimnasia y Tiro Salta 4:0 Norberto Eresuma (k), Oscar Agonil (2), Norberto Rosetti mecz rozegrany został na stadionie Estadio Mundialista |
| 4 listopada 1979 | Newell’s Old Boys – CA Argentino de Quilmes 2:0 Roque Alfaro, José L. Petti                                                                                         |
| 4 listopada 1979 | Talleres Córdoba – River Plate 3:2 José O. Reinaldi (2), Humberto R. Bravo - Norberto Alonso, Ramón A. Díaz mecz rozegrany został na stadionie Estadio Córdoba      |

Grupa C
| Data             | Mecz |
| ---------------- | --- |
| 4 listopada 1979 | Racing Club de Avellaneda – Argentinos Juniors 2:2 Eduardo Montecello, Néstor Barú - Hugo Saggioratto, Diego Maradona |
| 4 listopada 1979 | Altos Hornos Zapla Palpalá – Independiente Rivadavia Mendoza 0:0                                                      |
| 4 listopada 1979 | CA All Boys – Atlético Tucumán 1:0 Mario B. Luna                                                                      |

Grupa D
| Data             | Mecz |
| ---------------- | --- |
| 4 listopada 1979 | Chaco For Ever Resistencia – Cipolletti 2:1 Eduardo Escobar, Oscar R. Benítez - Daniel Sancisi                                      |
| 4 listopada 1979 | Boca Juniors – Instituto Córdoba 2:1 Juan R. Rocha (2) - José R. Scalise                                                            |
| 4 listopada 1979 | Estudiantes La Plata – Rosario Central 3:2 Patricio Hernández, Sergio Fortunato, Hugo Gottardi - Oscar Craiyacich, Eduardo A. Bacas |

Mecze międzygrupowe A-C, B-D
| Data             | Mecz                                                                                           |
| ---------------- | ---------------------------------------------------------------------------------------------- |
| 4 listopada 1979 | CA Huracán – San Lorenzo de Almagro 1:3 Carlos Babington k - Mario Rizzi, Miguel A. Torres (2) |
| 4 listopada 1979 | Unión Santa Fe – CA Colón 2:1 Fernando H. Alí, Carlos A. Mazzoni - Ricardo A. Roldán           |

### Kolejka 11
Grupa A
| Data              | Mecz |
| ----------------- | --- |
| 11 listopada 1979 | Unión Santa Fe – CA Vélez Sarsfield 1:1 Héctor Pitarch - Carlos Ischia |
| 11 listopada 1979 | Ferro Carril Oeste – Alianza Juventud Pringles San Luis 3:1 Juan D. Rocchia (k), Julio Apariente (k), Rubén Rota - Antonio L. Mazza                                             |
| 11 listopada 1979 | Independiente – San Martín Tucumán 4:0 Antonio Alzamendi (2), Norberto Outes, Carlos A. Álvarez według RSSSF mecz rozegrany został na stadionie klubu Racing Club de Avellaneda |

Grupa B
| Data              | Mecz                                                                                           |
| ----------------- | ---------------------------------------------------------------------------------------------- |
| 11 listopada 1979 | CA Huracán – Newell’s Old Boys 1:1 Jorge A. Sanabria - Víctor R. Ramos                         |
| 11 listopada 1979 | Gimnasia y Tiro Salta – Talleres Córdoba 0:3 Humberto R. Bravo, José O. Reinaldi, Néstor Lucco |
| 11 listopada 1979 | CA Argentino de Quilmes – Kimberley Mar del Plata 2:0 Jorge Davino s, Abel Moralejo            |

Grupa C
| Data              | Mecz |
| ----------------- | --- |
| 11 listopada 1979 | Independiente Rivadavia Mendoza – CA All Boys 4:0 Enrique A. Figueroa, Luis A. Santillán, Dante Pralong, Carlos A. Carrió                                              |
| 11 listopada 1979 | Atlético Tucumán – Racing Club de Avellaneda 2:1 Héctor N. Gómez, Luis R. Barrientos - Miguel A. Giachello mecz rozegrany został na stadionie klubu San Martín Tucumán |
| 11 listopada 1979 | Argentinos Juniors – CA Colón 3:0 Diego Maradona (3, 1k) mecz rozegrany został na stadionie klubu Atlanta Buenos Aires                                                 |

Grupa D
| Data              | Mecz |
| ----------------- | --- |
| 11 listopada 1979 | Rosario Central – San Lorenzo de Almagro 2:0 Guillermo Trama (k), Rubén A. Díaz                                                          |
| 11 listopada 1979 | Cipolletti – Estudiantes La Plata 2:1 Miguel A. Díaz, Rubén A. Flores - Sergio Fortunato (k)                                             |
| 11 listopada 1979 | Instituto Córdoba – Chaco For Ever Resistencia 6:1 José R. Scalise (3), Oscar A. Palavecino (2), Alcides A. Muñoz s - Héctor W. J. López |

Mecze międzygrupowe A-C, B-D
| Data              | Mecz |
| ----------------- | --- |
| 11 listopada 1979 | Altos Hornos Zapla Palpalá – Atlético Ledesma Pueblo Ledesma 2:2 Edgardo Paruzzo (2) - Víctor H. Sosa (2) |
| 11 listopada 1979 | Boca Juniors – River Plate 1:1 Armando M. Husillos - Juan J. López                                        |

### Kolejka 12
Grupa A
| Data              | Mecz |
| ----------------- | --- |
| 18 listopada 1979 | Alianza Juventud Pringles San Luis – Independiente 2:5 Agustín E. Lucero, Antonio L. Mazza (k) - Antonio Alzamendi (2), Norberto Outes (2), Antonio S. Vergara s mecz rozegrany został na stadionie klubu Estudiantes San Luis |
| 18 listopada 1979 | San Martín Tucumán – Unión Santa Fe 0:0 |
| 18 listopada 1979 | Atlético Ledesma Pueblo Ledesma – Ferro Carril Oeste 0:2 Julio Apariente, Rubén A. Rojas |

Grupa B
| Data              | Mecz |
| ----------------- | --- |
| 18 listopada 1979 | Kimberley Mar del Plata – CA Huracán 0:3 Roque Avallay, Jorge A. Sanabria, René Houseman mecz rozegrany został na stadionie Estadio Mar del Plata |
| 18 listopada 1979 | Talleres Córdoba – CA Argentino de Quilmes 1:0 Ángel Bocanelli mecz rozegrany został na stadionie Estadio Córdoba                                 |
| 18 listopada 1979 | River Plate – Gimnasia y Tiro Salta 3:1 Leopoldo Luque, Ramón A. Díaz, Víctor H. Zacharschi s - Ramón H. Vázquez                                  |

Grupa C
| Data              | Mecz |
| ----------------- | --- |
| 18 listopada 1979 | CA Colón – Atlético Tucumán 1:1 Mario Cariaga - Héctor N. Gómez                                                                   |
| 18 listopada 1979 | Racing Club de Avellaneda – Independiente Rivadavia Mendoza 4:0 Juan Barbas, Gabriel H. Calderón, Roberto O. Díaz, Omar Beccerica |
| 18 listopada 1979 | CA All Boys – Altos Hornos Zapla Palpalá 4:1 Juan C. Chaile, Omar J. Alí (2), Félix Zárate González - Norberto H. Díaz (k)        |

Grupa D
| Data              | Mecz                                                                                       |
| ----------------- | ------------------------------------------------------------------------------------------ |
| 18 listopada 1979 | Chaco For Ever Resistencia – Boca Juniors 0:0                                              |
| 18 listopada 1979 | Estudiantes La Plata – Instituto Córdoba 1:0 Héctor Ártico                                 |
| 18 listopada 1979 | San Lorenzo de Almagro – Cipolletti 4:0 Hugo Coscia (k), Mario Rizzi (2), Miguel A. Torres |

Mecze międzygrupowe A-C, B-D
| Data              | Mecz                                                                                               |
| ----------------- | -------------------------------------------------------------------------------------------------- |
| 18 listopada 1979 | Newell’s Old Boys – Rosario Central 0:1 Edgardo Bauza                                              |
| 18 listopada 1979 | CA Vélez Sarsfield – Argentinos Juniors 1:2 Osvaldo Damiano - Hugo Saggioratto, Diego Maradona (k) |

### Kolejka 13
Grupa A
| Data              | Mecz |
| ----------------- | --- |
| 25 listopada 1979 | Independiente – Atlético Ledesma Pueblo Ledesma 3:1 Omar Larrosa, Antonio Alzamendi (2) - Héctor H. Quinteros                     |
| 25 listopada 1979 | Unión Santa Fe – Alianza Juventud Pringles San Luis 2:0 Arsenio Ribecca, Carlos A. Mazzoni                                        |
| 25 listopada 1979 | CA Vélez Sarsfield – San Martín Tucumán 2:5 Carlos Ischia, Osvaldo Damiano - Renato Q. Russo (3), Ramón Ibarra, Eusebio J. Roldán |

Grupa B
| Data              | Mecz |
| ----------------- | --- |
| 25 listopada 1979 | Newell’s Old Boys – Kimberley Mar del Plata 6:1 Héctor Yazalde (3, 2k), Santiago Santamaría, Víctor R. Ramos, José L. Petti - Norberto Eresuma |
| 25 listopada 1979 | CA Argentino de Quilmes – River Plate 0:1 Ramón A. Díaz                                                                                        |
| 25 listopada 1979 | CA Huracán – Talleres Córdoba 4:2 Roque Avallay, Carlos Babington (3, 3k) - Humberto R. Bravo, José D. Valencia                                |

Grupa C
| Data              | Mecz |
| ----------------- | --- |
| 25 listopada 1979 | Independiente Rivadavia Mendoza – CA Colón 1:1 Luis A. Santillán - José A. Luñiz                                                                     |
| 25 listopada 1979 | Atlético Tucumán – Argentinos Juniors 2:1 Dardo Urchevik, Adrián Domenech s - Diego Maradona                                                         |
| 25 listopada 1979 | Altos Hornos Zapla Palpalá – Racing Club de Avellaneda 0:2 Miguel A. Giachello (2) mecz rozegrany został na stadionie klubu Gimnasia y Esgrima Jujuy |

Grupa D
| Data              | Mecz |
| ----------------- | --- |
| 25 listopada 1979 | Instituto Córdoba – San Lorenzo de Almagro 2:1 Mario Rizzi s, Salvador Mastrosimone (k) - Víctor Marchetti  |
| 25 listopada 1979 | Boca Juniors – Estudiantes La Plata 1:2 Miguel A. Bordón - Abel Herrera, Carlos Landaburo                   |
| 25 listopada 1979 | Cipolletti – Rosario Central 1:4 Daniel Sancisi - Jorge A. García, Eduardo A. Bacas (2, 1k), Rubén A. Pérez |

Mecze międzygrupowe A-C, B-D
| Data              | Mecz |
| ----------------- | --- |
| 25 listopada 1979 | CA All Boys – Ferro Carril Oeste 1:2 Mario B. Luna - Julio Apariente (2, 1k)                                                 |
| 25 listopada 1979 | Chaco For Ever Resistencia – Gimnasia y Tiro Salta 4:1 Pablo G. Sierra (2), Raúl Vargas, Pablo Cáceres - Víctor H. Zacharski |

### Kolejka 14
Grupa A
| Data           | Mecz |
| -------------- | --- |
| 2 grudnia 1979 | Atlético Ledesma Pueblo Ledesma – Unión Santa Fe 3:3 Víctor H. Sosa,, Omar R. Quinteros (2) - Fernando H. Alí, Héctor Pitarch (2, 1k) |
| 2 grudnia 1979 | Ferro Carril Oeste – Independiente 3:1 Julio Apariente (k), Juan C. Molina, Rubén A. Rojas - Norberto Outes                           |
| 2 grudnia 1979 | Alianza Juventud Pringles San Luis – CA Vélez Sarsfield 0:0 mecz rozegrany został na stadionie klubu Estudiantes San Luis             |

Grupa B
| Data           | Mecz |
| -------------- | --- |
| 2 grudnia 1979 | River Plate – CA Huracán 1:1 Leopoldo Luque - Jorge A. Sanabria                                                              |
| 2 grudnia 1979 | Talleres Córdoba – Newell’s Old Boys 1:1 Miguel A. Oviedo - José L. Petti mecz rozegrany został na stadionie Estadio Córdoba |
| 2 grudnia 1979 | Gimnasia y Tiro Salta – CA Argentino de Quilmes 0:1 Eduardo J. Barrionuevo                                                   |

Grupa C
| Data           | Mecz |
| -------------- | --- |
| 2 grudnia 1979 | CA Colón – Altos Hornos Zapla Palpalá 4:1 Alberto A. Monzón, Mario Cariaga (2), Hugo Villarruel - Norberto H. Díaz (k)                                                                               |
| 2 grudnia 1979 | Racing Club de Avellaneda – CA All Boys 1:0 Oscar A. García (k) |
| 2 grudnia 1979 | Argentinos Juniors – Independiente Rivadavia Mendoza 5:1 Mario Finarolli, Diego Maradona (2), Roberto Rodríguez (2) - Carlos A. Carrió mecz rozegrany został na stadionie klubu Atlanta Buenos Aires |

Grupa D
| Data           | Mecz |
| -------------- | --- |
| 2 grudnia 1979 | Rosario Central – Instituto Córdoba 0:0                                                                    |
| 2 grudnia 1979 | Estudiantes La Plata – Chaco For Ever Resistencia 3:1 Carlos Landaburo (2), Domingo A. Ruiz - Pablo Sierra |
| 2 grudnia 1979 | San Lorenzo de Almagro – Boca Juniors 0:0                                                                  |

Mecze międzygrupowe A-C, B-D
| Data           | Mecz |
| -------------- | --- |
| 2 grudnia 1979 | Atlético Tucumán – San Martín Tucumán 2:2 Juan F. Castro, Héctor N. Gómez - Alberto Urquiza, Enrique R. Nieto            |
| 2 grudnia 1979 | Kimberley Mar del Plata – Cipolletti 3:0 Norberto Eresuma (3, 1k) mecz rozegrany został na stadionie Estadio Mundialista |

### Tabele
| Poz | Klub                               | Mecze | Zw | Rem | Por | Pkt | BrZd | BrStr |
| --- | ---------------------------------- | ----- | -- | --- | --- | --- | ---- | ----- |
| 1   | CA Vélez Sarsfield                 | 14    | 7  | 5   | 2   | 19  | 26   | 15    |
| 2   | Unión Santa Fe                     | 14    | 6  | 5   | 3   | 17  | 20   | 13    |
| 3   | Ferro Carril Oeste                 | 14    | 6  | 5   | 3   | 17  | 22   | 17    |
| 4   | San Martín Tucumán                 | 14    | 5  | 7   | 2   | 17  | 20   | 18    |
| 5   | Independiente                      | 14    | 7  | 1   | 6   | 15  | 26   | 22    |
| 6   | Alianza Juventud Pringles San Luis | 14    | 3  | 5   | 6   | 11  | 15   | 21    |
| 7   | Atlético Ledesma Pueblo Ledesma    | 14    | 0  | 4   | 10  | 4   | 12   | 33    |

| Poz | Klub                    | Mecze | Zw | Rem | Por | Pkt | BrZd | BrStr |
| --- | ----------------------- | ----- | -- | --- | --- | --- | ---- | ----- |
| 1   | Talleres Córdoba        | 14    | 8  | 4   | 2   | 20  | 31   | 20    |
| 2   | River Plate             | 14    | 7  | 4   | 3   | 18  | 26   | 14    |
| 3   | CA Huracán              | 14    | 6  | 5   | 3   | 17  | 29   | 22    |
| 4   | Newell’s Old Boys       | 14    | 6  | 4   | 4   | 16  | 29   | 20    |
| 5   | CA Argentino de Quilmes | 14    | 4  | 2   | 8   | 10  | 14   | 18    |
| 6   | Kimberley Mar del Plata | 14    | 4  | 2   | 8   | 10  | 19   | 29    |
| 7   | Gimnasia y Tiro Salta   | 14    | 1  | 3   | 10  | 5   | 10   | 37    |

| Poz | Klub                            | Mecze | Zw | Rem | Por | Pkt | BrZd | BrStr |
| --- | ------------------------------- | ----- | -- | --- | --- | --- | ---- | ----- |
| 1   | Racing Club de Avellaneda       | 14    | 6  | 5   | 3   | 17  | 24   | 17    |
| 2   | Atlético Tucumán                | 14    | 6  | 5   | 3   | 17  | 22   | 15    |
| 3   | Argentinos Juniors              | 14    | 5  | 5   | 4   | 15  | 20   | 14    |
| 4   | CA Colón                        | 14    | 5  | 5   | 4   | 15  | 19   | 17    |
| 5   | CA All Boys                     | 14    | 4  | 4   | 6   | 12  | 12   | 18    |
| 6   | Independiente Rivadavia Mendoza | 14    | 3  | 5   | 6   | 11  | 13   | 20    |
| 7   | Altos Hornos Zapla Palpalá      | 14    | 2  | 5   | 7   | 9   | 13   | 24    |

| Poz | Klub                       | Mecze | Zw | Rem | Por | Pkt | BrZd | BrStr |
| --- | -------------------------- | ----- | -- | --- | --- | --- | ---- | ----- |
| 1   | Instituto Córdoba          | 14    | 7  | 4   | 3   | 18  | 24   | 11    |
| 2   | Rosario Central            | 14    | 7  | 4   | 3   | 18  | 25   | 15    |
| 3   | Boca Juniors               | 14    | 5  | 7   | 2   | 17  | 15   | 11    |
| 4   | San Lorenzo de Almagro     | 14    | 6  | 4   | 4   | 16  | 23   | 11    |
| 5   | Estudiantes La Plata       | 14    | 7  | 0   | 7   | 14  | 24   | 21    |
| 6   | Chaco For Ever Resistencia | 14    | 4  | 2   | 8   | 10  | 13   | 30    |
| 7   | Cipolletti                 | 14    | 2  | 3   | 9   | 7   | 11   | 34    |

### 1/4 finału
| Data           | Mecz |
| -------------- | --- |
| 5 grudnia 1979 | Instituto Córdoba – Atlético Tucumán 3:2 Miguel A. Olmedo, Oscar A. Palavecino (2) - Néstor A. Gómez (2) mecz rozegrany został na stadionie Estadio Córdoba |
| 5 grudnia 1979 | Racing Club de Avellaneda – Rosario Central 1:3 Juan Barbas - Edgardo Bauza (2), Guillermo Trama |
| 5 grudnia 1979 | Unión Santa Fe – Talleres Córdoba 3:0 Juan G. Paz, Héctor Pitarch k, Arsenio Ribecca |
| 5 grudnia 1979 | CA Vélez Sarsfield – River Plate 1:0 Pedro Larraquy |
| 9 grudnia 1979 | Atlético Tucumán – Instituto Córdoba 3:0 Víctor H. Palomba, Néstor A. Gómez, Luis R. Barrientos Awans: Atlético Tucumán |
| 9 grudnia 1979 | River Plate – CA Vélez Sarsfield 1:0 (dog), karne 4:3 Juan J. López karne: Daniel Passarella (+), Alfredo de los Santos (+), Norberto Alonso (+), Pedro A. González (+), Ramón A. Díaz (-) - Pedro Larraquy (+), José O. Castro (+), Juan C. Bujedo (+), Osvaldo S. Escudero (obronił Ubaldo M. Fillol), Norberto Rotondi (obronił Ubaldo M. Fillol) Awans: River Plate |
| 9 grudnia 1979 | Rosario Central – Racing Club de Avellaneda 3:0 Félix Orte (2), Guillermo Trama Awans: Rosario Central |
| 9 grudnia 1979 | Talleres Córdoba – Unión Santa Fe 2:0 Humberto R. Bravo (2) mecz rozegrany został na stadionie Estadio Córdoba Awans: Unión Santa Fe |

### 1/2 finału
| Data            | Mecz |
| --------------- | --- |
| 12 grudnia 1979 | Atlético Tucumán – Unión Santa Fe 0:2 Fernando H. Alí, Héctor Pitarch                                                |
| 12 grudnia 1979 | River Plate – Rosario Central 4:0 Juan R. Carrasco (2), Daniel Passarella k, Ramón A. Díaz                           |
| 16 grudnia 1979 | Rosario Central – River Plate 1:3 Félix Orte - Leopoldo Luque, Ramón A. Díaz, Eduardo O. Saporiti Awans: River Plate |
| 16 grudnia 1979 | Unión Santa Fe – Atlético Tucumán 2:0 Juan G. Paz, Carlos A. Mazzoni Awans: Unión Santa Fe                           |

### Finał
| Data            | Mecz |
| --------------- | --- |
| 19 grudnia 1979 | Unión Santa Fe – River Plate 1:1 Carlos A. Mazzoni - Norberto Alonso |
| 23 grudnia 1979 | River Plate – Unión Santa Fe 0:0 Widzowie: 32 735 Sędzia: Jorge Eduardo Romero Club Atlético River Plate: Ubaldo Matildo Fillol – Daniel Luján Lonardi, Héctor Osvaldo López – Eduardo Omar Saporiti, Reinaldo Carlos Merlo, Daniel Alberto Passarella; Pedro Alexis González (Ramón Ángel Díaz), Juan José López, Leopoldo Jacinto Luque, Norberto Osvaldo Alonso, Emilio Nicolás Commisso. Trener: Ángel Amadeo Labruna. Club Atlético Unión: Nery Alberto Pumpido – Carlos Alberto Santos Mazzoni, Oscar Sabino Regenhardt, Hugo Ismael López, Roberto Telch, Pablo de las Mercedes Cárdenas, Arsenio Julio Ribecca, Mario Eduardo Alberto (Víctor Hugo Arroyo), Juan Gerónimo Paz (Eduardo Daniel Stehlik), Héctor Osvaldo Pitarch, Fernando Husef Alí. Trener: Reynaldo Pedro Volken. |

Mistrzem Argentyny turnieju Nacional w roku 1979 został klub River Plate. Ponieważ ten sam klub zdobył zarówno mistrzostwo Metropolitano, jak i mistrzostwo Nacional, konieczne było wyłonienie drugiego klubu, który będzie reprezentował Argentynę w Copa Libertadores 1980. W tym celu doszło do pojedynku wicemistrza Metropolitano CA Vélez Sarsfield z wicemistrzem Nacional Unión Santa Fe.
| Data            | Mecz                                    |
| --------------- | --------------------------------------- |
| 27 grudnia 1979 | Unión Santa Fe – CA Vélez Sarsfield 0:0 |
| 30 grudnia 1979 | CA Vélez Sarsfield – Unión Santa Fe 3:0 |

Do turnieju Copa Libertadores 1980 zakwalifikował się wicemistrz Argentyny Metropolitano CA Vélez Sarsfield.

### Klasyfikacja strzelców bramek Nacional 1979
| Gole | Piłkarz          | Klub                    |
| ---- | ---------------- | ----------------------- |
| 12   | Diego Maradona   | Argentinos Juniors      |
| 10   | Humberto Bravo   | Talleres Córdoba        |
| 10   | Norberto Eresuma | Kimberley Mar del Plata |
| 10   | Carlos Ischia    | CA Vélez Sarsfield      |
| 10   | Jorge Sanabria   | CA Huracán              |